# Vampiras (série télévisée)
Pour les articles homonymes, voir Vampira.
Vampiras est une telenovela chilienne diffusée en 2011 par Chilevisión.

## Distribution
- Carla Jara - Violeta Piuchén
- Faloon Larraguibel - Vania Piuchén
- María Paz Jorquiera - Victoria Piuchén
- Karol Lucero - Nicolas « Nico » Zurricueta
- Rodrigo Avilés - Tuco Zurricueta
- Damián Bodenhöfer - Rafael de la Cruz / Natlian
- Gianella Marengo - Verona Piuchén
- Catalina Palacios - Tabata Romanó
- Gonzalo Robles - Conde Bonifacio Piuchén
- Fernando Alarcón - Vladimir Davivenco / Alejandro Romanov
- Jaime Artus - Mario Joaquino Riconi Barsetti
- Laura Prieto - Carolina "Caro" Valdebenito
- Lucila Vit - Pamela "Pame" del Madrigal
- Montserrat Prats - Azucena Ramírez "Pepper"
- Iván Cabrera - Canopy
- Camilo Huerta - Beto
- Nicolás Pérez - Artur
- Mónica Ferrada - Maria Jose "Cote"
- Rolando Valenzuela - Ricardo Riconi
- Jeannette Moenne-Loccoz - Teté Barsetti
- Jaime Omeñaca - Valerio
- Paulina Hunt - Rufina Rubilar
- Rennys Perero - Ricardo Hussen
- Felipe Armas - Juan Hellsing
- Carolina Paulsen - Perla
- Paola Troncoso - Ximena Valdebenito
- Cristian Jara - Carcacha

### Participations spéciales
- Marco Enríquez-Ominami - Politique-vampire
- Willy Benitez - Professeur Serrucho
- Camila Nash - Pandora
- Juan de Dios Eyheramendy - Lolo Manolo Caraccolo
- Pablo Schilling - Esteban Piro
- Ana María Gazmuri - Samantha
- Ricardo Lagos Weber

### Sources
- (es) Cet article est partiellement ou en totalité issu de l’article de Wikipédia en espagnol intitulé « Vampiras (telenovela) » (voir la liste des auteurs).